# Projet Gregorio
Pour les articles homonymes, voir Gregorio.
Le projet Gregorio est un projet destiné à fournir un ensemble d'outils utiles à la transcription ou l'écriture informatique de chants grégoriens. Il est à l'origine du développement de la notation gabc, dérivée de la notation ABC, de la norme XML GregorioXML ou encore de GregorioTeX.

## Historique
Le projet Gregorio trouve son origine, en 2004, au sein de l’abbaye Sainte-Madeleine du Barroux. Le frère Toussaint Menut, alors moine de cette abbaye et travaillant à l’atelier de PAO, désire améliorer la méthode de saisie de chant grégorien de l’un de ses prédécesseurs. Celui-ci plaçait, dans son logiciel de mise en page, les signes grégoriens à différentes hauteurs, à l’aide de scripts et de raccourcis claviers. Par ailleurs, il utilisait des fontes différentes pour les notes et pour les lignes de portée. Or, en 2004, les polices OpenType sont déjà bien développées et deviennent de plus en plus utilisées. Il était donc facile d’imaginer une police OpenType, dédiée au grégorien, utilisant des ligatures pour représenter tous les neumes. La difficulté immédiate de cette solution était le très grand nombre de caractères à créer (plusieurs milliers). Frère Toussaint demande à son professeur de typographie, Yves Perrousseaux, ce qu’il en pense. Ce dernier le met en relation avec Jacques André, qui à son tour, lui fait connaître deux autres personnes : Elena Albertoni, graphiste, et Yannis Haralambous, professeur à Télécom Bretagne et co-auteur de Omega.
Deux projets parallèles et complémentaires sont alors lancés. D’une part, la création d’une police OpenType, nommée Gregoria et aujourd’hui achevée. D’autre part, sous forme de projet d’étude au sein de Télécom Bretagne, la création d’un logiciel complet à partir du langage TeX. Ce projet est nommé Gregorio pour souligner sa complémentarité avec la police Gregoria. Le but de Gregorio est d’aller au-delà d’une police OpenType en intégrant, au moment de la saisie des notes, le texte chanté et en réalisant la mise en page complète de la partition grégorienne. Dès le début, il est choisi de placer le projet Gregorio sous licence GNU, afin d’en assurer davantage la pérennité.
À la rentrée scolaire 2005, Yannis Haralambous ajoute ce projet dans la liste de ceux proposés aux élèves. Six d’entre eux le choisissent et essaient de le mener à bien. L’un des élèves, Elie Roux, est passionné par ce travail ; il y consacre un très grand nombre d’heures et en devient l’acteur principal.
À la fin de l’année 2005, frère Toussaint réalise une analyse typographique des partitions de chant grégorien en introduisant la notion de glyphe neumatique, distincte de la notion d’éléments neumatiques. Il fournit à Elena Albertoni et à Yannis Haralambous une liste de glyphes neumatiques et une méthode de saisie. Cette méthode de saisie servira à créer toutes les combinaisons de ligatures de Gregoria ainsi que la future norme « gabc » de Gregorio.
À la fin de l’année scolaire 2005-2006, le projet Gregorio, est bien avancé mais est encore loin d’être achevé. Élie Roux le continue par la suite, à titre personnel.
À la fin de 2006, un nouveau développeur, Olivier Berten, a rejoint le projet et a créé sa composante OpusTeX.
En avril 2007, Gregorio avait atteint une certaine maturité et pouvait commencer à être utilisé, au moins par le biais d’une interface de ligne de commande, comme un préprocesseur pour OpusTeX. 
En avril 2008, au cours d’un stage de trois mois au Monastero di San Benedetto (it), à Norcia (Italie), Élie Roux crée un nouveau style TeX nommé GregorioTeX et Gregorio progresse ainsi encore un peu dans son accessibilité.
Après une période de hauts et de bas dans le développement, Gregorio atteint une certaine stabilité et popularité. Une étape importante a été franchie lorsque le code fut déposé sur GitHub en juin 2014. Cette migration a accéléré le développement de manière considérable et davantage de personnes et de communautés s’y intéressent. L’abbaye Saint-Pierre de Solesmes, par exemple, devrait l’utiliser pour ses prochaines éditions.
Autour de gregorio, se développe une base de données "GregoBase", qui est une bibliothèque des partitions grégoriennes transcrites dans le langage gabc.